# Чифтен
{{Борбено возило
| име = Чифтен ФВ4201|ширина=3,5
| мотор = Лејленд Л60 (дизел, компресијско паљење са више врста горива)
6 цилиндара, 750 кс и 19 литарски капацитет мотора  
| оклоп =
| споредно = 2 × митраљез Л7- 7.62mm
| главно =
| досег = 
| ван пута =
| брзина на путу = 40|тежина=55|висина=2,9
| дужина = 10,8
| слика =Chieftain Tank (9628802829).jpg
| број_примерака =
| први_корисник = 
| повучен_из_употребе =
| уведен_у_употребу = 
| почетак_производње =
| произвођач = 
| намена =
| земља_порекла = 
| опис_слике=Чифтен из 2013. године
| ширина_слике =
Чифтен ФВ4201 је био главни борбени тенк Уједињеног Краљевства током 1960-их, 1970-их и 1980-их.
Развој Центуриона довео је до тога да Чифтен (Главни тенк) уведе положај где возач лежи на леђима. То је британски дизајн који омогућава нагнут труп смањене висине. Нови погонски склоп и побољшани мењач омогућили су да има већу брзину од Центуриона иако је био тежи због већих унапређења заштиног оклопа и наоружања. То му је омогућило да замени Конкверора(Освајача) и Центуриона док су они ефективно извршавали своје улоге. Остао је у служби док га нису заменили Челенџером 1 (Изазивачем 1) који је садржао много Чифтенових карактеристика.

## Развој
Чифтен је био резултат успешног развоја линије крстарећих тенкова, која се појавила на крају Другог светског рата.  Његов предходник Центурион, главни борбени тенк  (ГБТ), сматра се једним од најуспешнијих послератних тенкова ГБТ дизајна. Међутим, увођење совјетског тешког тенка ИС-3/ИС-4 и совјетског Т-55 довело је до увођења тешког тенка Конкверора (Освајача) који је био наоружан са топом од 120 mm (4,7 in). Јединствени дизајн који комбинује ватрену снагу Конквероровог 120-милиметарког топа са мобилношћу и општом корисношћу Центуриона, сматран је за идеалну комбинацију.
Лејленд који је био укључен у развој тенка Центурион, 1956. године је израдио своје властите тенковске прототипове. Неколико нових аспеката је испробано производњом ФВ4202 (Центуриона од 40 тона) са положајем где је возач наслоњен и има монтирану поставу за митраљез.  У ствари, ФВ4202 је био модификована верзија Центуриона са прототипом онога што ће постати Чифтенова купола али наоружан са топом од 84мм.
Овај рад је довео до спецификације Ратне канцеларије  за нови тенк. Спецификација генералштаба базирала се на искуству тенкова Центурион у Корејском рату, као и на тенковима Конкверор. Од тенка се очекивало да ће моћи да гађа непријатеља са великих даљина, са одбрамбених позиција, и да буде отпоран на артиљеријско оружје. У ту сврху, топ је требало је да има већи степен депресије за 8 степени  више од Конкверора и био би опремљен бољим предњим оклопом. Од тенка се очекивало да испали 10 граната у првом минуту, а затим би испаљивао 6 граната по минуту у следећих 4.
Првих неколико прототипова било је предвиђено за испитивање тенковске конструкције из 1959. године који су довеле до бројних измена. Побољшања у погледу вибрација и хлађења мотора довела су до редизајнирања задњег дела трупа. То је повећало тежину конструкције на готово 50 тона и сходно томе, огибљење (које је пројектовано за 45 тона) је ојачано. Гусенице су требале бити постављене тако да не оштећују пут и да се повећа зазор земље. Дизајн је прихваћен почетком 1960-их.
Британија и Израел су сарађивале на развоју у последњим фазама, у циљу да Израел купи и произведе возило на домаћем тржишту. Два прототипа су испоручена као део четворогодишњег процеса.  Међутим, на крају је одлучено да марку неће продати Израелцима (пошто је у том периоду крајем 1960-их Велика Британија била више пријатељска према арапским државама и Јордану него према Израелу) што их је навело да следе свој развојни програм.
НАТО је 1957. године одредио да би његове снаге требало да користе јаче моторе који користе више горива. Ранији БЛ мотор који је испоручивао 450 КС на зупчанику, што је омогућило максималну брзину на путу од око 40 km/h, а перформансе на терену су биле ограничене. То је додатно ометало Хорстманово опружно огибљење, што је постало изазов за вожњу на терену и пружање удобне вожње за посаду. Због поставе цилиндра под притиском, цурења расхладне течности унутар блока цилиндра су била честа, што је као резултат дало да из ауспуха излази бели дим.
Крајем 1970-тих, дизајн мотора се променио увођењем Белзоне која је коришћена за побољшање дихтунга. Снага мотора је такође повећана, тако да су каснији мотори испоручивали око 850 КС на зупчаник. То је значило да има боље перформансе и већу брзину. Међутим перформансе на терену остале су ограничене. 

## Дизајн
Дизајн Чифтена је укључивао снажно нагнут труп и куполу, што је увелико повећавало дебљину предњег оклопа 388 mm (15,3 in) на гласији од стварне дебљине 120 mm (4,7 in) и 390 mm (15 in) на куполи од 195 mm (7,7 in).  Имао је откривену куполу како би у потпуности дао предност наслону возила који је имао до 10 степени у положају горњег дела тела. Из безбедносних разлога рани прототипови имали су платнетни екран који је био покривен огртачем и лимену кутију постављену преко нагнуте плоче гласије, како би прекрили конфигурацију возила.
Возач је био у полу лежећем положају са издигнутим горњим делом тела када су вратанца на отвору била спуштена, што је помогло да се смањи профил предње плоче гласије. Командир, нишанџија и пунилац су били смештени у куполи. Са леве стране куполе налазио се велики рефлектор са инфрацрвеним светлима у оклопном кућишту.
Лејленд М60 мотор је био са двотактним обрнутим клипом дизајниран за више врста горива, тако да је био у могућности да користи било које гориво. У пракси мотор није испоручивао очекивану снагу и био је непоуздан, процењује се да је стопа кварова била до 90% али су уведена побољшања како би се то решило. Примарни проблеми су обухватали квар кружног цилиндра, проблеме погона, кварове око вентилације и дешавало се стално цурења течности услед вибрација и лоше урађених цеви. Међутим, са повећањем снаге мотора и сам резервоар је постајао тежи. 
Резервоари су управљани конвеционалним дисковима са уобичајеном машинском хидрауликом који се активира на спољним кочионим дисковима. Дискови су радили преко епикличког мењача који је омогућавао  „регенеративно“ управљање. У куполи пунилац је био на левој сртани, нишанџија на десној а командир се налазио иза нишанџије. Огибљење је било типа Хорстман подматач са великим бочним челичним плочама како би заштитили гусенице и пружили заштиту од удара шупљег набоја.
Главно наоружање је био топ Л11А5 од 120мм . Овај облик се разликовао по најсавременијијем главном тенковском наоружању јер су се користили пројектили и набоји који се пунили одвојено за разлику од једне фиксне рунде. Набоји су били затвојени у запаљивим врећама. Остале тенковске топове, попут 120 мм топа Л1 на тенку Конкверор, било је потребно складишттити истрошене меткове или избацивати изван тенка. Запаљиви набоји су смештени у 36 удубљења, окружени мешавином воде и гликола под притиском - такозваним „мокрим складиштем“. У случају да граната пробије у борбени одељак, јакна би пукла намочивши набоје и спречила катастрофалну експлозију погонског горива. Када не би било граната, испаљивање би ишло преко вентилационих цеви које су се аутоматски пуниле десет пута из магацина од позади. Због дужине топа, која је захтевала балансирање, и потребе за складишним простором, купола је имала велики прелаз са задње стране. Ту се налазе радио, муниција и опрема за контролу пожара и има додатни простор за складиштење са спољне стране.
Топ је могао испалити доста различите муниције, али најчешће врсте биле су високо експлозивна граната (ВЕГ), оклопни пробојни пројектил сабот (ОППС) који се испаљује или практичне округле еквивалентне замене за обе врсте. Чифтен је могао да складишти 64 пројектила (максимално 36 оклопних пробојних пројектила, ограничено је звог складишта погонског горива). Топ је потпуно стабилизован са потпуно комијутеризованим интегрисаним системом управљања. Секундарно наоружање састојало се од коаксијалног митраљеза Л8А1 7,62 мм и још једног митраљеза димензија 7,62 мм, монтираног на командирову куполу. Предност коришћења дводелне муниције је та што је у случају инертних метака попут ОППС-а пунилац је могао допринети у следећој рунди држећи га у свом крилу, спремним за утовар, док нишанџија не пронађе мету и пуца. Ова пракса је повећавала количину нанете штете, али је била опаснија од једноделне муниције. 
Чифтен је имао АБХО систем заштите који је Центуриону недостајао. 
Почетни систем за испаљивање муниције (СИМ) је био Маркони ФВ/ГЦЕ МК4. 127-милиметарски митраљез који је постављен изнад главног топа (на располагању је вило 300 метака). Могао је да погоди мете до 2600 метара, у тим тренуцима би врх метка изгорео у круговима одређене удаљености, иако би се високо експлозивни врх и даље видно распрснуо приликом удара. Командант тенка је имао ротирајућу куполу са девет блокова прегледности где је имао свеобухватан поглед, додатно је имао митраљез од 7,62 mm и могао је да користи инфрацрвени коаксијални пројектор са наоружањем. Систем нишањења је био предвиђен за оба пуниоца и командира тенка, имали су од 1 до 10 пута селективну моћ увећања који се могао повећавати и до 15 пута у Мк5-ици и шире, и били су заменљиви инфрацрвеним системима вида за ноћне операције што им је давало до 3 пута већу моћ увећања. Командант је могао окретати куполу како би могао да види мету, а затим би активирао механизам који би куполу довео до исправног положаја како би нишанџија могао да погоди циљ.
Командир је имао већу контролу над прекомерном вожњом у односу на нишанџију. 
Лева страна куполе имала је велики рефлектор са електронски контролисаним инфрацрвеним филтером унутар оклопне кутије, са релативно дугим дометом и удаљености до 1—1,5 km (0,62—0,93 mi).
Од почетка 1970-их, верзија Мк 3/3 заменила је топ за ласерски даљиномер Барр и Строуд ЛФ-2 са дометом до 10 km (6,2 mi). То је омогућило ангажовање за веће домете удаљености, а такође се могло повезати са системом за управљање муницијом, омогућавајући брже ангажовање и промену мете.
На каснијим моделима, систем за управљање муницијом пружао је Маркони ПСИМ ласекрски даљиномер (побољшан систем за испаљивање муниције) који је користио дигитални балистички рачунар. Надограђен је 1980. године, када су неки примери (али не и већина) заменили инфрацрвене рефлекторе са (енг. ТОГС) системом за осматрање. Много каснијих примера имало је Стилберов оклоп, који је био намењен да надмаши совјетске тенковске топове од 125 mm са тешким противтенковским ракетама. Они су касније постали Марк 11 верзија.

## Служба
Војска је током Хладног рата опремила британске јединице војске Рајне (БЈВР) Чифтен тенковима за одбрану Западне Немачке од могућег напада Варшавског пакта.
Попут својих европских конкурената, Чифтен је пронашао велико извозно тржиште на Блиском истоку, али за разлику од Центуриона није био усвојен од стране ниједне друге државе НАТО-а или држава Комонвелта. Чифтен се показао способним за борбу и могао је да буде унапређен, показао се и за целокупно побољшање и за испуњавање локалних захтева. Непрекидно се надограђивао све до раних 1990-их, када га је заменио Челенџер 1. Последња верзија Чифтен-а коју је британска војска користила до 1995. године, укључивала је оклоп "Стилбрев" по пуковницима Стилу и Џону Бреверу из Установе Војних Возила и Инжењеринга  (енг. МВЕЕ), побољшани систем за испаљивање муниције и термално осматрачко оружје (енг. ТОГС). Последњи британски пук је био опремљен са Чифтеном а то је била Прва Краљевска Тенковска Дивизија, којој је база била смештена Касарни Аливал у Тидворту.
Први модел је био представљен 1967. године, Чифтен је испоручен у најмање шест земаља, укључујући Иран, Кувајт, Оман и Јордан. Британска влада је 1969. године отказала споразум о продаји Израелу и локалној производњи, упркос велоком израелском доприносу у тактичком и технолошком развоју тенка, нарочито способности за успешно функционисање у пустињским окружењима и обезбеђивању добро постављеног позадинског трупа који је нашао своју примену.  Израелски оклопни корпус доставио је два примера и детаљно их испитивао. Ово искуство подстакнуло је стварање аутохтоне израелске Меркаве, чији је развојни програм водио генерал Израел Тал, који је блиско сарађивао с британцима на пројекту енглеско-израелског Чифтена. Највећа продаја у иностранству била је Ирану, који је на препоруку генерала Тала преузео испоруку 707 Мк-3П и Мк-5П (слово П представља Персију), као и 187 ФВ4030-1, 41 АРВ и 14 АВЛБ пре револуције 1979. године. Даље планиране испоруке способнијих серија ФВ4030-2 (Шир 1) и ФВ4030-3 (Шир 2) отказане су у том тренутку.
На Блиском истоку Чифтен је требало да покаже своје оперативно искуство. Прво га је Иран увелико користио током Ирачко-израелског рата 1980-88. године, укључујући и највећу тенковску битку током рата. Дало је помешане резултате јер је Чифтен Мк 3/5 имао учестале проблеме са мотором, и имао је низак однос између снаге и тежине тенка, што га је чинело непоузданим и спорим за маневрисање по грубом терену. Такви проблеми су доводили до кварова усред борбе, такође их је чинило тромим метама и веома рањивим за непријатеља. Од 875 тенкова који су ушли у рат остало је само 200 тенкова.
Чифтен је остао у служби Ирана, а Мобарез тенк је био локално надограђена верзија Чифтена.

### Кувајт и битка код мостова
Кувајт је имао 143 Чифтена уочи 1990. године током ирачке инвазије на Кувајт. Тридесет седам Чифтена Кувајтске 35. оклопне бригаде борило се у бици код Мостова против елемената ирачких дивизија Хамурабија и Медине пре повлачења преко саудијске границе. Ниједан тенк бригаде није изгубљен у бици, а 35. оклопна бригада (позната као Ал-Фатах) постала је део Уједињених Командних Снага Истока током Заливског рата 1991. године и вратила се у Кувајт непоражена.
Поред припадника 35. оклопне бригаде, остатак кувајтских оружаних снага (преко 100) су или уништене или заробљене од стране непријатељских снага након што су их напустиле кувајтске посаде када им је нестала муниција. Након ослобођења Кувајта стари Чифтени су замењени Југословенским М-84.

## Спецификације (Мк.5)
- Посада: 4
- Борбена тежина: 55 тона
- Укупна дужина: 10,8 метара (35 стопа и 5,2 инча) са топом напред
- Дужина трупа: 7,5 метара
- Висина: 2,9 метара
- Ширина: 3,5 метара[22]
- Мотор: мотор са супротним клипом Леиланд Л60 (дизел, компресијско паљење са више горива) има 750 КС
- Домет: 500 km (310 mi)
- Максимална брзина на путу: 43 km/h
- Тркачка брзина: 30 km/h
- Оклоп: предњи део куполе, 195 mm (7,7 in) са ротацијом од 60°

### Наоружање
- Топ 120 mm Л11А5 са митраљезом
- Брзина паљбе десет граната у првом минуту, а затим по шест граната након тога
- Надморска висина: -10 до +20 степени
- Ласерски даљиномер
- Коаксијални митраљез Л8А1 7,62 милиметра
- На куполу монтиран 7,62 милиметарски митраљез Л37А1
- Модели Марк 1 и Марк 2 имали су коаксијалне муниције 12,5 мм (73,7 мм) пре увођења ласерског даљиномера.

### Опрема
- Твин Клансман ВРЦ 353 ВХФ радио сетови (од 1979. године па надаље)
- Један Ц42 и један Б47 Ларкспур ВХФ радио станице (пре 1979. године)
- 2 пута 6-барелни избацивачи дима на куполи